# Albany (Austràlia Occidental)
Albany és una ciutat situada en la costa sud de l'estat d'Austràlia Occidental (Austràlia). Es troba a una distància de 408 km respecte a Perth, la ciutat més poblada de l'estat.

## Geografia
Aquesta ciutat es troba entre tres grans muntanyes, Mount Clarence, Mount Melville i Mount Adelaide, i comprèn tant el port Princess Royal Harbour com l'estret de King George. Diverses platges envolten a Albany, la més propera al centre de la ciutat és la platja Middleton.

## Història
Albany és l'assentament més antic a Austràlia Occidental, i va ser fundada en 1826, tres anys abans que Perth, la capital de l'estat. En primer lloc es va fundar un fort militar en l'estret batejat com "King George", amb l'objectiu d'evitar qualsevol pla francès d'instal·lar-se en l'occident australià.
Els primers exploradors europeus que van visitar l'àrea circumdant de Albany van venir en l'embarcació holandesa Gulden Zeepaert, dirigida per François Thijssen en 1626. Aquests exploradors van navegar seguint la costa dirigint-se cap a Austràlia del Sud.
Molts anys després, en 1791, l'explorador anglès George Vancouver va explorar la costa sud. Albany va ser el lloc on el 26 de setembre de 1791 Vancouver va prendre possessió de "Nova Holanda" en nom de la corona britànica. A l'any següent, el 1792 el francès Bruni d'Entrecasteaux va arribar al Cap Leewin el 5 de desembre i va explorar l'est de la costa sud. L'expedició no va arribar a l'estret de King George a causa de les males condicions climàtiques. En 1801 Matthew Flinders va penetrar en l'estret de King George i va estar durant un mes elaborant la carta de la resta de la costa d'Austràlia Occidental. Cap a 1806 ja havia completat la primera carta de circumnavegació d'Austràlia.

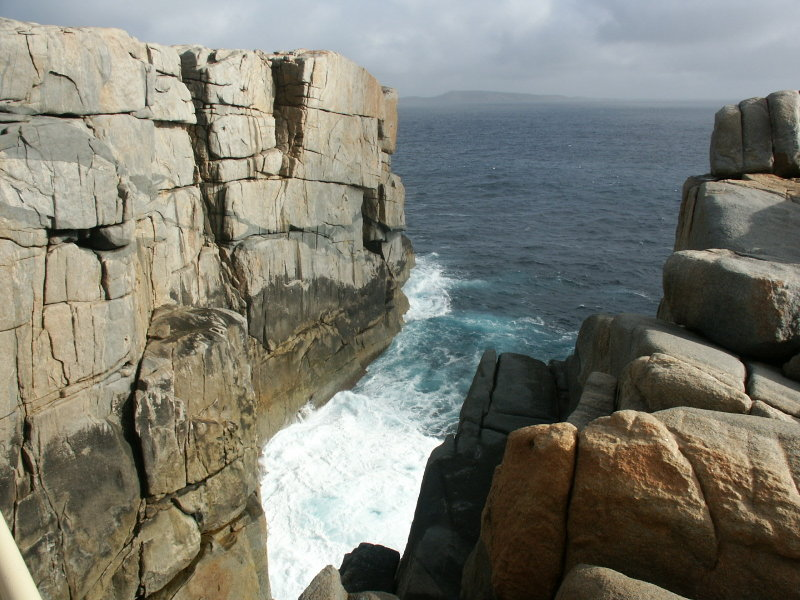
Costa d'Albany

L'explorador australià Philip Parker King va visitar l'estret en 1822 en el Bathurst. El 26 d'octubre de 1826 el francès Dumont d'Urville va visitar l'estret a bord del Astrolabe abans de navegar cap a Port Jackson seguint la costa sud. El dia de Nadal del mateix any, els britànics conduïts per Edmund Lockyer van arribar des de Port Jackson i van fundar un lloc militar.
Albany, va anar oficialment batejada pel governador Stirling a principis de 1832, honorant al príncep Frederic August de Hannover, duc de York i Albany, i fill del rei Jordi III. Albany també va ser la destinació final en 1841 de l'explorador Edward John Eyre, després de ser la primera persona a arribar a Austràlia Occidental per terra des de l'est (Adelaide).

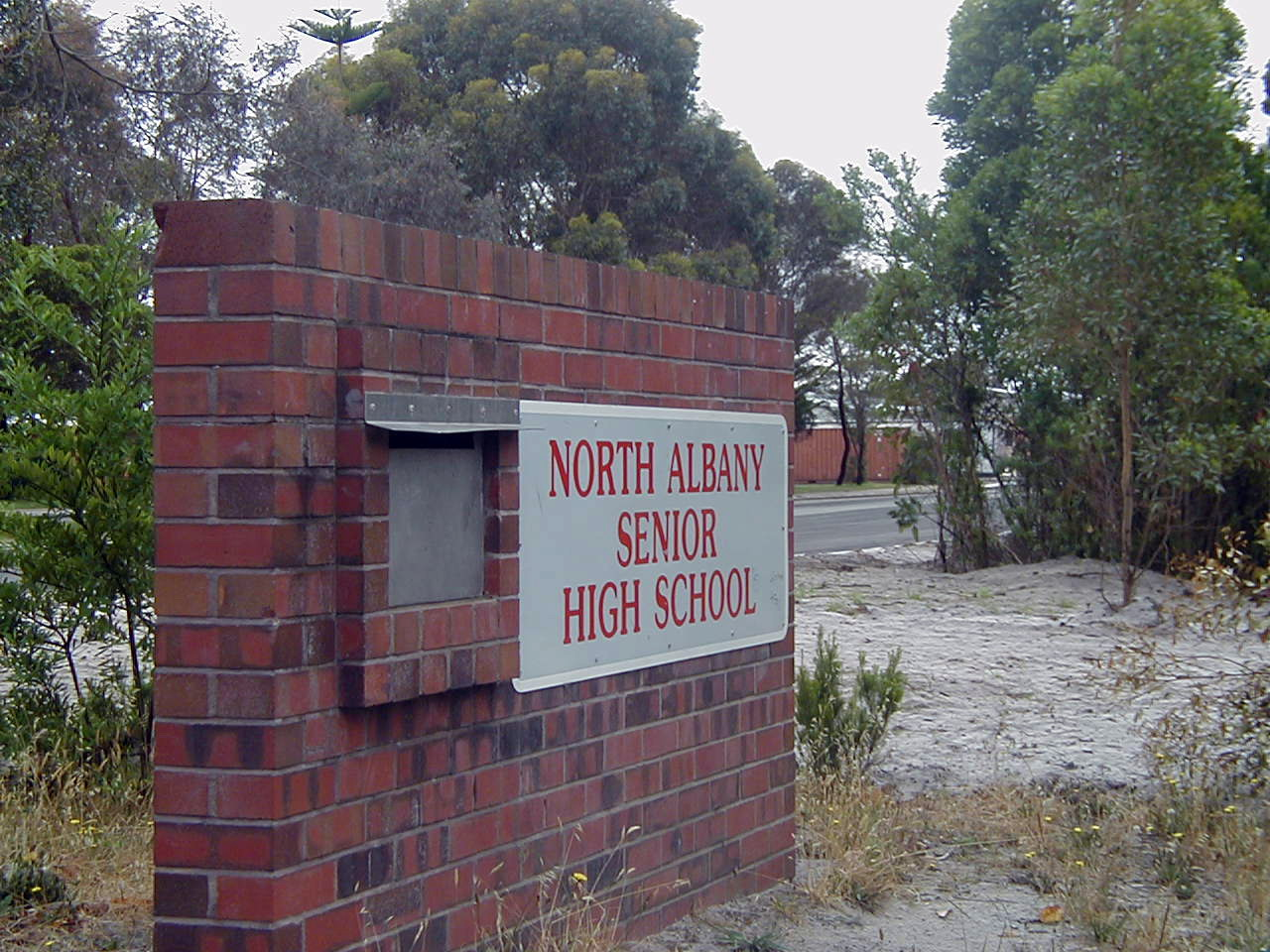
Escola a Albany

Fins a la construcció del port de Fremant el 1897, Albany també va acollir l'únic port d'aigües profundes d'Austràlia Occidental, el Princess Royal Harbour, el qual és el major port natural en l'occident australià i també en la costa sud del continent, fora de Melbourne. Aquesta facilitat va suposar que durant molts anys el primer port al que arribava el correu des d'Anglaterra fos Albany. Això va posar a Albany en una posició privilegiada respecte a Perth i va romandre d'aquesta forma fins que Charles Yelverton O'Connor va utilitzar dinamita en l'escull, bloquejant així l'entrada al riu Swan, en Fremantle.
Albany va ser el port escollit per la flota d'Austràlia i Nova Zelanda per partir cap a Europa en 1914, per participar en la Primera Guerra Mundial; un monument d'aquest fet històric s'ha establert en el punt més alt de la Muntanya Clarence. La contribució de Kemal Ataturk, president de Turquia durant la Primera Guerra Mundial es reconeix nomenant al canal d'entrada cap al Princess Royal Harbour com Ataturk Channel.
Des de llavors Albany s'ha tornat popular entre les persones de la tercera edat, amb habitants que gaudeixen del seu aire fresc, les seves platges netes i les seves vistes sobre l'oceà, tot això continuant sent un important centre regional.

## Economia

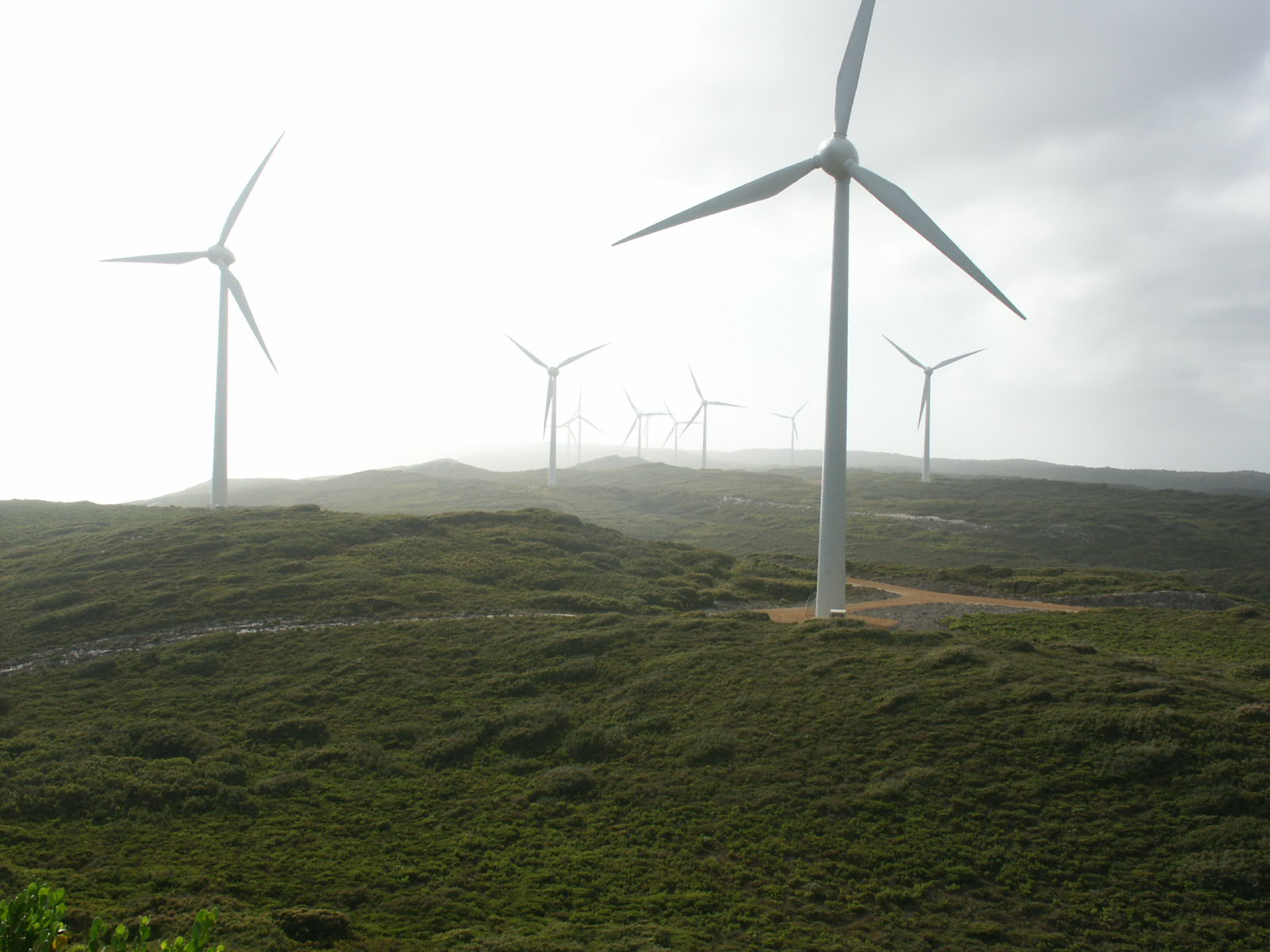

Les activitats econòmiques de Albany són el turisme, la pesca i l'agricultura. Encara que la pesca de balenes era una de les principals activitats econòmiques a mitjans del segle XX. Albany, posseeix una planta d'energia eòlica, la qual genera el 75% de l'energia necessària per a la ciutat. També té un gran nombre de llocs turístics incloent museus, forts, llocs naturals, llocs històrics com la cabana de Patrick Taylor (data de 1832 i és l'habitatge més vell d'Austràlia occidental). A més compta amb platges de sorra blanca, entre elles:
- Emu.
- Middleton.
- Shelley.
- Two People.
- Muttonbird.